# Buenaventura Báez
Buenaventura Báez Méndes (Cabral, Barahona, República Dominicana, 14 de julho de 1812 - Hormigueros, Porto Rico, 14 de março de 1884) foi um militar, político e o presidente da República Dominicana por cinco mandatos alternados, entre: 1849-1853, 1856-1857, 1865-1866, 1868-1874 e 1876-1878. Ficou conhecido pelas tentativas de que outros países anexassem a República Dominicana em diversas oportunidades. Foi considerado o pai da oligarquia dominicana por estudos genealógicos.

## Antecedentes
Nascido em 1812 no município de Cabral, Barahona, República Dominicana, Báez teve como mãe, Juana Méndez, que era uma escrava, e como pai, Paulo Altagracia Báez, um rico comerciante de água. Seu pai, deixou de herança uma enorme fortuna, podendo, por isto, estudar no continente europeu. Em seus estudos na Europa, tornou-se um poliglota, que falava dentre outras línguas, o inglês, o francês e o crioulo.

## Presidência
Báez teve um papel de destaque na revolução que derrubou Jean-Pierre Boyer do poder, atuou como o legislador do Azua por decisão do governo haitiano ocupacional.
A República Dominicana conseguiu sua independência em 1844, na qual Báez teve papel de liderança. Em 1846 foi à França convencer o governo francês a estabelecer um protetorado sobre o país, mas não conseguiu. Foi presidente de 1849 até 1853, quando fez a tentativa de convencer os EUA de assumir o país; e de 1856 até 1857, quando foi tirado a força por um golpe de estado.
Báez decidiu tentar, desta vez, o apoio da Espanha para o domínio da República Dominicana. Viveu luxuosamente durante o exílio na Espanha. O governo espanhol, então, ocupou a República Dominicana em 1861, mas abandonou este domínio em 1865, na época da Guerra Dominicana da Restauração. Tornou-se mais uma vez, presidente da República Dominicana e, novamente, foi deposto por um golpe de estado na data de maio de 1866. Então, de 1868 até 1874, realizou seu maior mandato na presidência da República Dominicana, quando quase conseguiu a anexação da República Dominicana pelos EUA. O presidente Ulysses S. Grant concordou, mas a proposta foi recusada pelo Senado dos EUA.

## Exílio e morte

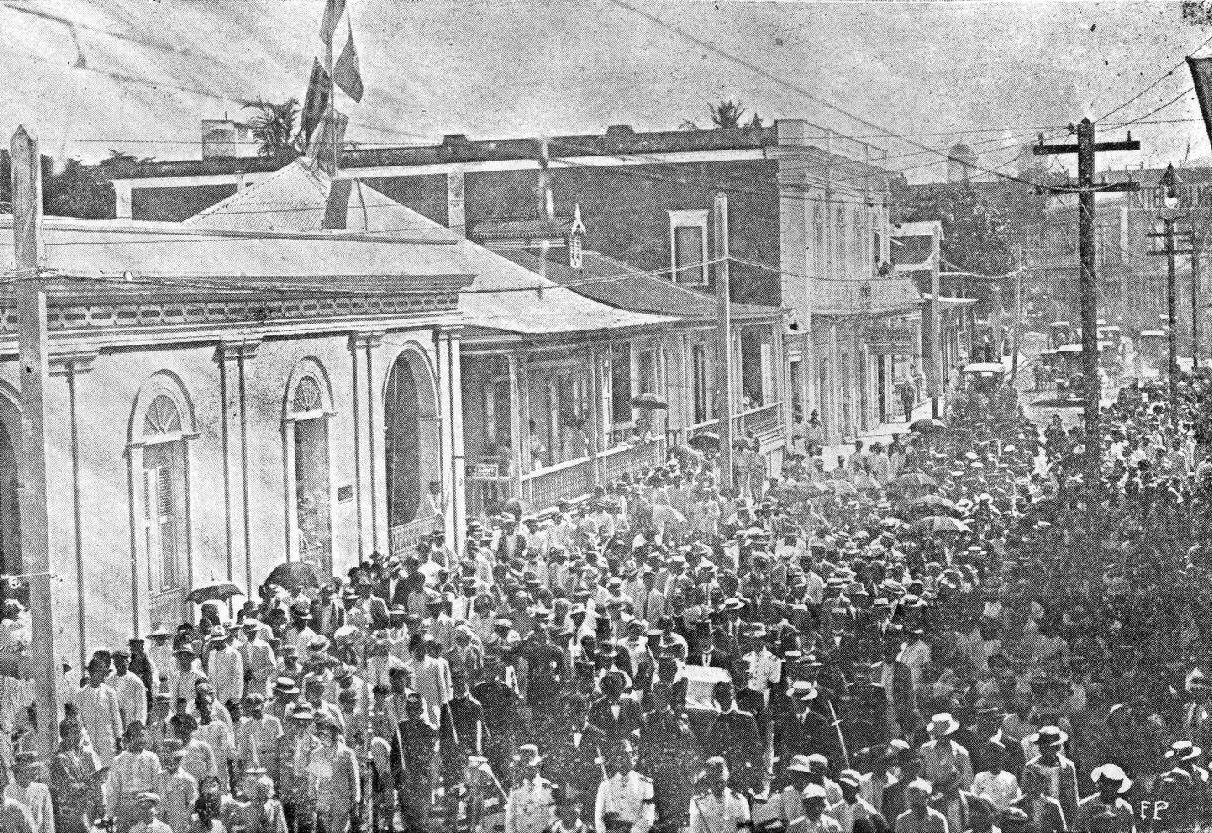
Funeral de Buenaventura

Mais uma vez, de 1876 até 1878, Báez ocupou a presidência da República Dominicana e, novamente, foi deposto em mais um golpe de estado, mas este , desta vez, teve caráter definitivo. Exilou-se para Porto Rico sob ocupação espanhola e lá viveu até sua morte em 1884.